# Jeney István (evezős)
Jeney István, Jeney István Lajos (Győr, 1887. február 27. – ?) magyar olimpikon, evezős, a Szent István Társulat cégvezetője.

## Családja
Jeney Mihály és Mihók Mária fiaként született. 1922. június 26-án Budapesten házasságot kötött Malmarits Margit Rozinával, Malmarits Ignác és Mingovics Borbála lányával.

## Pályafutása
A Hungária Evezős Egylet MTK sportolójaként versenyzett. A Magyar Öttusa Szövetség első versenyét 1927. április 21.-április 29. között a Ludovika Akadémia szervezésében tartották, hol a sportág népszerűsítése érdekében többedmagával elindult.

### Olimpiai játékok
Az 1912. évi nyári olimpiai játékok kormányos nyolcevezős versenyszámban 8 nemzet versenyzett. Öt előfutamot rendeztek, a magyarok  Németország legjobb nyolcasával került egy futamban. A német nyolcas sportolói sokkal erősebbek voltak, evezős technikájuk az angol stílusra épült, két hajóhosszal nyerték a 3. futamot.
Hungária Evezős Egylet csapattársaival (Szebeny István vezér evezős, Baján Artúr, Manno Miltiades, Jeney István, Gráf Lajos, Szebeny Miklós, Szebeny György, Vaskó Kálmán kormányos) a 7. helyen végzett.

## Külső hivatkozások
- Jeney István. huszadikszazad.hu. (Hozzáférés: 2015. szeptember 12.)
- Jeney István. kataca.hu. [2013. május 17-i dátummal az eredetiből archiválva]. (Hozzáférés: 2015. szeptember 12.)